# Península de Ribatxi
La península de Ribatxi (en rus полуо́стров Рыба́чий; en noruec Fiskerhalvøya; en finès Kalastajasaarento; en sami Giehkirnjárga) és la part més al nord de la Rússia continental europea. El seu nom es tradueix com a 'península dels pescadors'. Té dues parts: la península Sredni ('península del mig'), connectada amb el continent per un istme, i la pròpiament anomenada Ribatxi, connectada amb l'Sredni per un petit istme. Administrativament és inclosa al districte de Petxenga de l'óblast de Múrmansk.
La principal activitat econòmica és la ramaderia de rens i, des del 2009, l'extracció de petroli.

## Història
Amb la delineació de la frontera de 1826 aquesta península passà a ser russa, abans s'hi havien establert alguns noruecs. Després de la Revolució russa de 1917 les dues parts de la península van ser cedides a Finlàndia i després de la Guerra d'Hivern Finlàndia la va cedir a la Unió Soviètica. A alguns habitants noruecs que quedaren dins Rússia en l'època soviètica del Teló d'Acer. Durant la Segona Guerra Mundial va ser escenari de la lluita entre alemanys i soviètics i la península cobria l'accés a Múrmansk i Arkhànguelsk.
Després de la Segona Guerra era una zona fortament militaritzada per la proximitat amb Noruega, que era membre de l'OTAN. L'any 2005 aquest territori encara estava tancat als estrangers.

## Galeria d'imatges

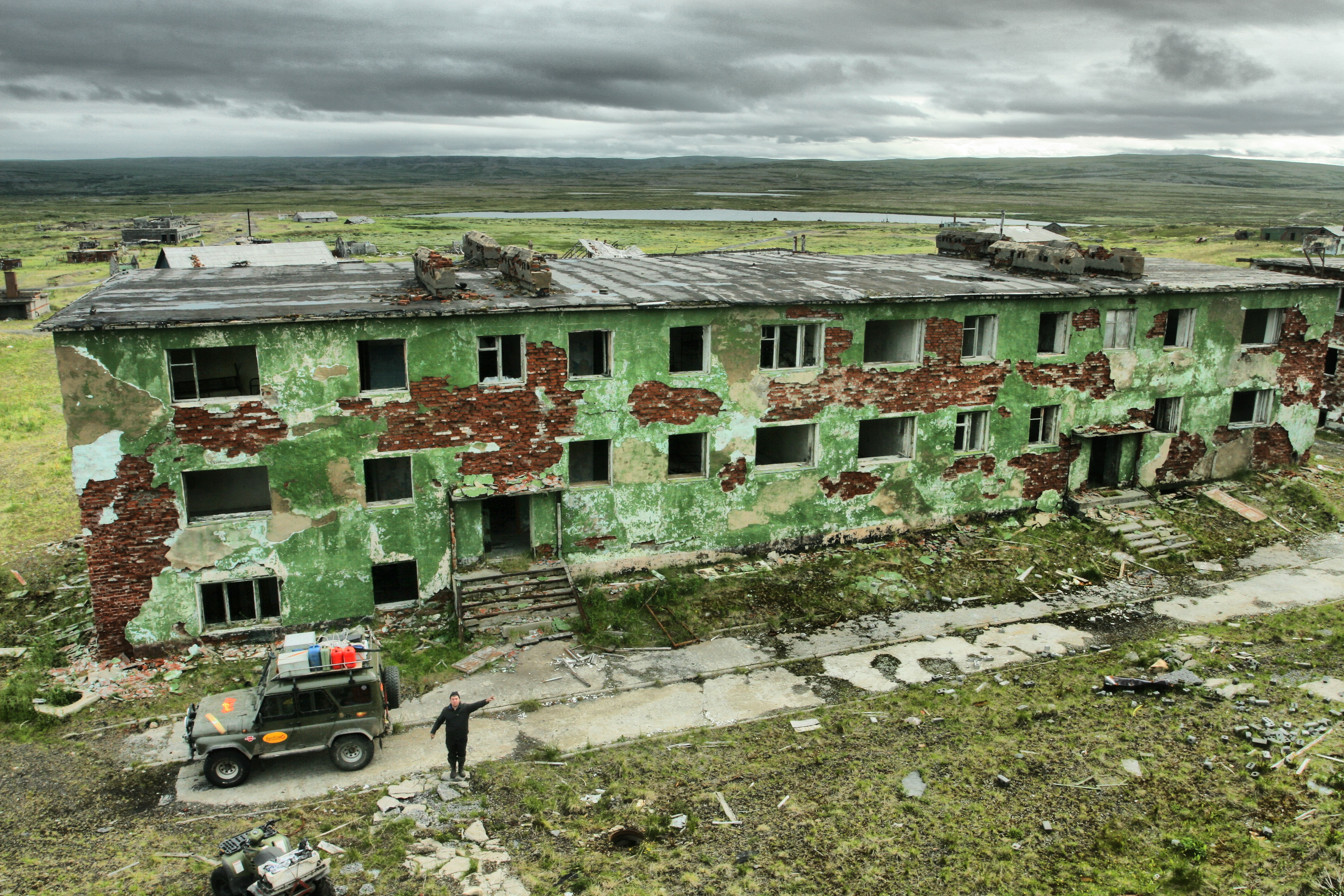
Edifici a Ribatxi
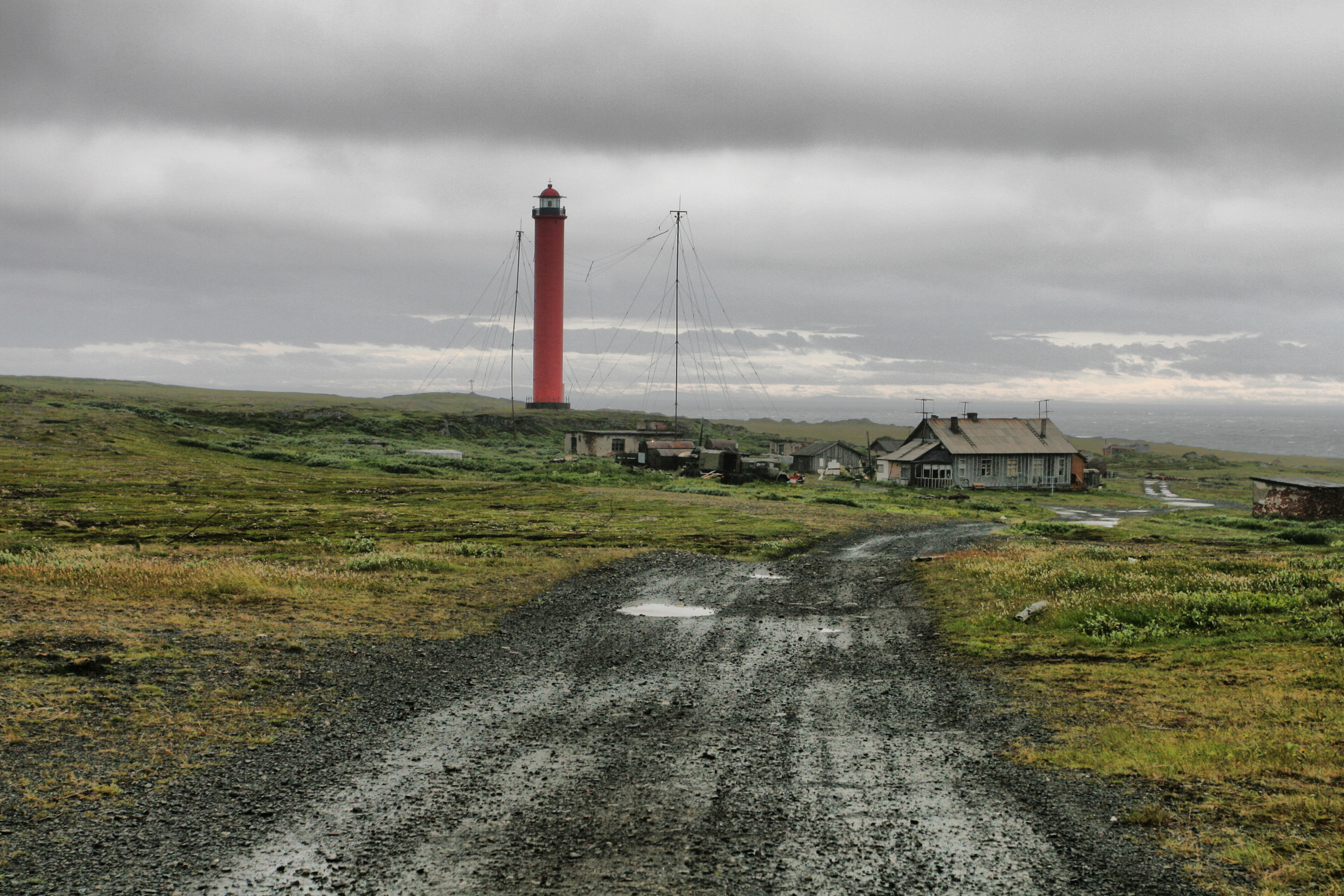
Vaida-Gubà
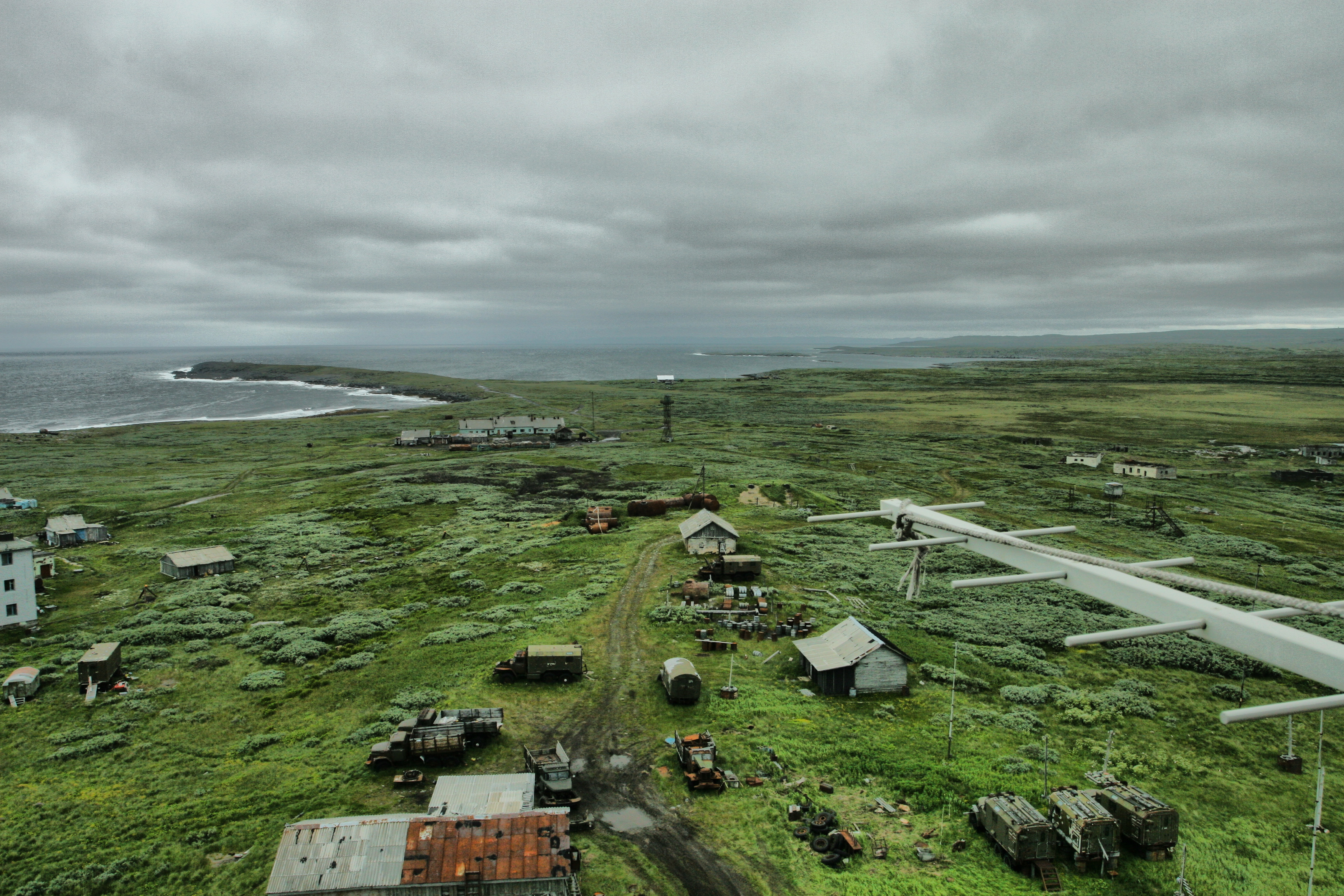
Tsipnàvolok, a l'est
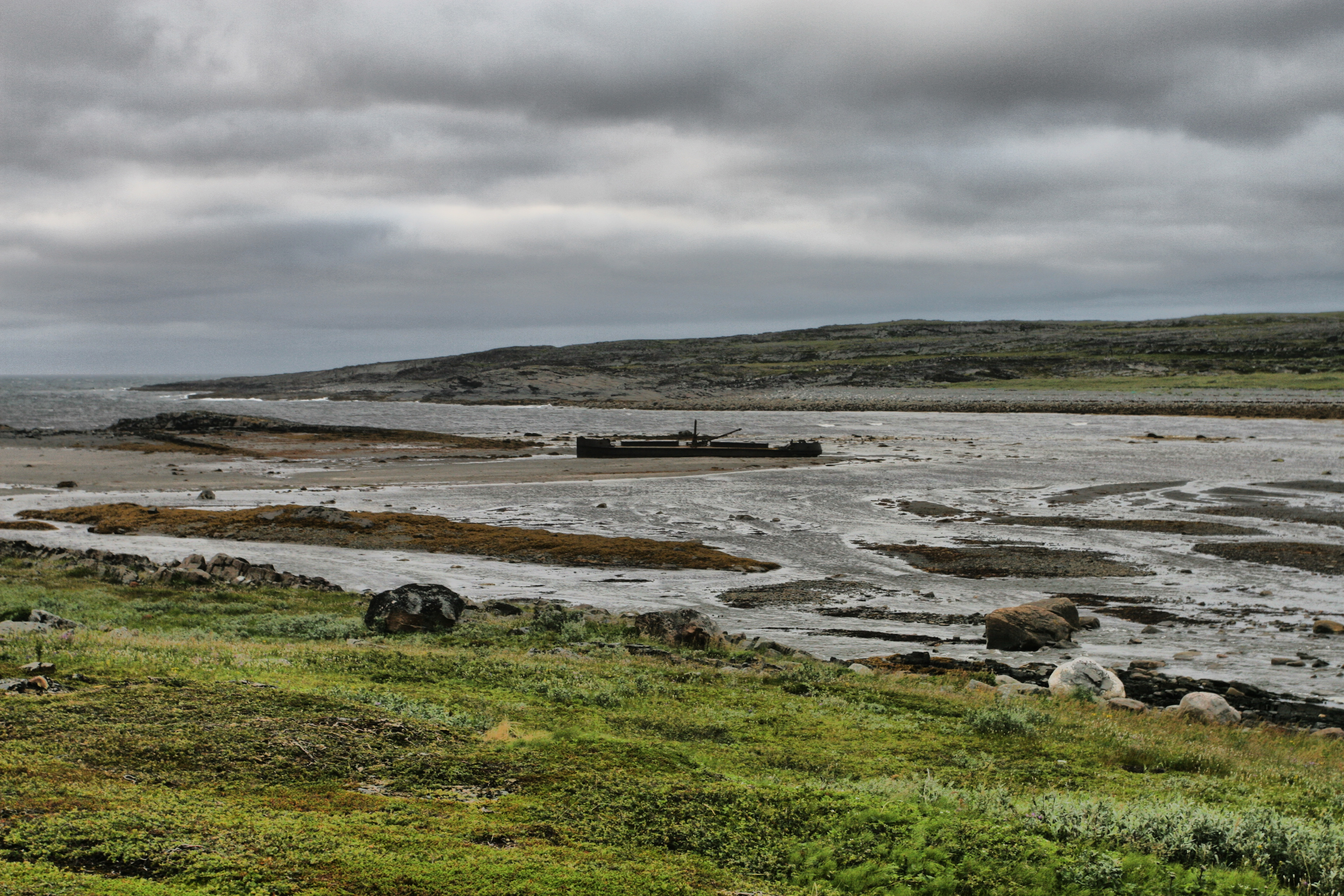
Naufragi